# 음력 12월 6일
음력 12월 6일은 음력 12월의 6번째 날이다.

## 탄생
- 1926년 - 대한민국의 가수 명국환
- 1928년 - 대한민국의 영부인 손명순.
- 1960년 - 대한민국의 배우 양금석.
- 1970년 - 대한민국의 코미디언 염경환.
- 1989년 - 대한민국의 가수 윤태화.
- 1990년 - 대한민국의 배우 조수향.
- 1991년
  - 대한민국의 야구 선수 강민국.
  - 대한민국의 희극인 홍현호.
  - 대한민국의 배우 김건우.

## 사망
- 2011년 - 대한민국의 정치인 김근태.

## 같이 보기
- 음력 360일: 1월 2월 3월 4월 5월 6월 7월 8월 9월 10월 11월 12월
- 전날:12월 5일 다음날:12월 7일 - 전달:11월 6일 다음달:1월 6일
- 양력:12월 6일
- 음력, 윤달